# Nowzar

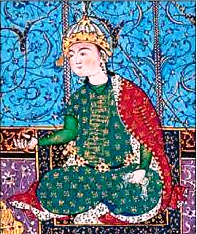

Nowzar (en persan : نوذر) est le neuvième chah de la dynastie pichdadienne selon le Livre des Rois de Ferdowsi. Il était le fils de Manoutchehr. Il fut tué par Afrassiab.